# Héctor Puricelli
Héctor Puricelli Seña, meglio noto come Ettore Puricelli (Montevideo, 15 settembre 1916 – Roma, 14 maggio 2001), è stato un calciatore e allenatore di calcio uruguaiano naturalizzato italiano.

## Carriera

### Giocatore

Héctor Puricelli in azione con il Milan

Arrivato al Bologna negli anni trenta, fu presto soprannominato "testina d'oro" per le sue doti di colpitore di testa, che valsero ai felsinei gli scudetti del 1939 e del 1941, nonché la classifica cannonieri negli stessi due anni.  Singolare il fatto che quando giocava in Uruguay non avesse mai segnato di testa, non avendo compagni che sapessero crossare. Ma quando approdò al Bologna scoprì questa specialità, complice il fatto di avere come ala Amedeo Biavati e soprattutto Carlo Reguzzoni che calciavano cross perfetti. 
Passato al Milan, vi giocò 4 anni, chiudendo la carriera al Legnano, dove giocò in Serie B per due stagioni, nelle quali si mise in luce segnando molte reti. 
Disputò anche una partita con la nazionale azzurra.
Con il Bologna in cinque campionati segnò 80 reti in 133 partite, mentre con il Milan in quattro stagioni segnò 55 reti in 157 partite.
Nei due anni al Legnano segnò 25 reti in 38 partite.

### Allenatore

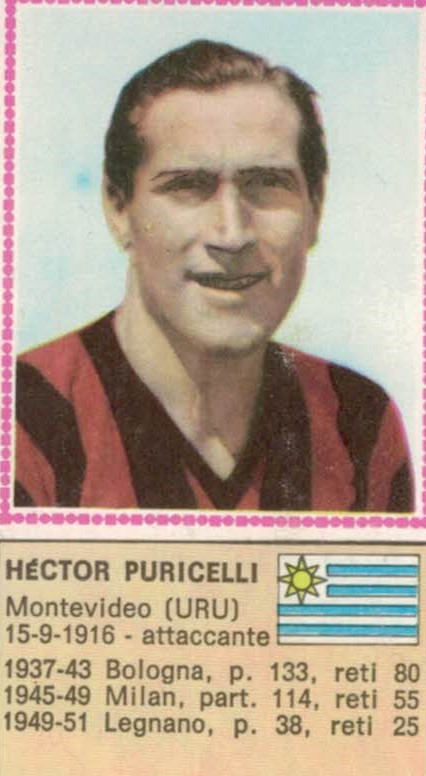
Puricelli allenatore del Foggia (1976)

Chiusa la carriera di giocatore, intraprese quella di allenatore, guidando molte squadre italiane. Iniziò come Direttore Tecnico del Legnano nel vittorioso campionato di Serie B 1950-1951, ultimo suo anno da calciatore, e nel successivo campionato di Serie A 1951-1952.
Fra i suoi successi si ricordano soprattutto lo scudetto del 1955 con il Milan, quando subentrò a Béla Guttmann, e la Coppa Latina vinta l'anno successivo, secondo trionfo in campo europeo del club rossonero. Degne di nota sono anche la doppia promozione dalla C alla A ottenuta col Varese in soli tre anni negli anni sessanta e le varie salvezze ottenute nel Cagliari e nel L.R. Vicenza, che guidò in tre riprese fra il 1968 e il 1975.
Ha allenato anche il Foggia (ben 7 stagioni, intervallate da altre esperienze), in serie B nel 1971-1972, poi in serie A nel 1976-1977 e 1977-1978 ed in Serie C nel 1979-1980, ottenendo il ritorno in Serie B della squadra. Rimase a Foggia fino al 1984, anno in cui chiuse la sua carriera. Nella seconda metà degli anni '80, terminata la sua esperienza come allenatore fondò una scuola calcio a Roma, dove si stabilì definitivamente.

## Curiosità
Nel 1948 partecipò, insieme ad altri calciatori, al film 11 uomini e un pallone diretto da Giorgio Simonelli, nella parte di se stesso.

## Statistiche

### Presenze e reti nei club italiani
| Stagione        | Squadra         | Campionato      | Campionato | Campionato | Coppe nazionali | Coppe nazionali | Coppe nazionali | Coppe continentali | Coppe continentali | Coppe continentali | Totale | Totale |
| Stagione        | Squadra         | Comp            | Pres       | Reti       | Comp            | Pres            | Reti            | Comp               | Pres               | Reti               | Pres   | Reti   |
| --------------- | --------------- | --------------- | ---------- | ---------- | --------------- | --------------- | --------------- | ------------------ | ------------------ | ------------------ | ------ | ------ |
| 1938-1939       | Bologna         | A               | 28         | 19         | CI              | 1               | 0               | CEC                | 3                  | 4                  | 32     | 23     |
| 1939-1940       | Bologna         | A               | 30         | 15         | CI              | 0               | 0               | -                  | -                  | -                  | 30     | 15     |
| 1940-1941       | Bologna         | A               | 27         | 22         | CI              | 3               | 6               | -                  | -                  | -                  | 30     | 28     |
| 1941-1942       | Bologna         | A               | 28         | 14         | CI              | 3               | 2               | -                  | -                  | -                  | 31     | 16     |
| 1942-1943       | Bologna         | A               | 20         | 10         | CI              | 2               | 1               | -                  | -                  | -                  | 22     | 11     |
| 1944            | Bologna         | CAI             | 6          | 8          | -               | -               | -               | -                  | -                  | -                  | 6      | 8      |
| Totale Bologna  | Totale Bologna  | Totale Bologna  | 133        | 80         |                 | 9               | 9               |                    | 3                  | 4                  | 145    | 93     |
| 1945-1946       | Milan           | DN              | 37         | 15         | -               | -               | -               | -                  | -                  | -                  | 37     | 15     |
| 1946-1947       | Milan           | A               | 34         | 21         | -               | -               | -               | -                  | -                  | -                  | 34     | 21     |
| 1947-1948       | Milan           | A               | 34         | 17         | -               | -               | -               | -                  | -                  | -                  | 34     | 17     |
| 1948-1949       | Milan           | A               | 11         | 2          | -               | -               | -               | -                  | -                  | -                  | 11     | 2      |
| Totale Milan    | Totale Milan    | Totale Milan    | 79         | 40         |                 | -               | -               |                    | -                  | -                  | 79     | 40     |
| 1949-1950       | Legnano         | B               | 33         | 21         | -               | -               | -               | -                  | -                  | -                  | 33     | 21     |
| 1950-1951       | Legnano         | B               | 5          | 4          | -               | -               | -               | -                  | -                  | -                  | 5      | 4      |
| Totale Legnano  | Totale Legnano  | Totale Legnano  | 38         | 25         |                 | -               | -               |                    | -                  | -                  | 38     | 25     |
| Totale carriera | Totale carriera | Totale carriera | 250        | 145        |                 | 9               | 9               |                    | 3                  | 4                  | 262    | 158    |

### Cronologia presenze e reti in nazionale
| Cronologia completa delle presenze e delle reti in nazionale ― Italia | Cronologia completa delle presenze e delle reti in nazionale ― Italia | Cronologia completa delle presenze e delle reti in nazionale ― Italia | Cronologia completa delle presenze e delle reti in nazionale ― Italia | Cronologia completa delle presenze e delle reti in nazionale ― Italia | Cronologia completa delle presenze e delle reti in nazionale ― Italia | Cronologia completa delle presenze e delle reti in nazionale ― Italia | Cronologia completa delle presenze e delle reti in nazionale ― Italia |
| Data                                                                  | Città                                                                 | In casa                                                               | Risultato                                                             | Ospiti                                                                | Competizione                                                          | Reti                                                                  | Note                                                                  |
| --------------------------------------------------------------------- | --------------------------------------------------------------------- | --------------------------------------------------------------------- | --------------------------------------------------------------------- | --------------------------------------------------------------------- | --------------------------------------------------------------------- | --------------------------------------------------------------------- | --------------------------------------------------------------------- |
| 12-11-1939                                                            | Zurigo                                                                | Svizzera                                                              | 3 – 1                                                                 | Italia                                                                | Amichevole                                                            | 1                                                                     |                                                                       |
| Totale                                                                |                                                                       | Presenze                                                              | 1                                                                     |                                                                       | Reti                                                                  | 1                                                                     |                                                                       |

## Palmarès

### Giocatore

#### Competizioni nazionali
- Campionato italiano: 2

Bologna: 1938-1939, 1940-1941

#### Individuale
- Capocannoniere della Serie A italiana: 2

1938-1939 (19 reti, a pari merito con Aldo Boffi), 1940-1941 (22 reti)

### Allenatore

#### Competizioni nazionali
- Campionato italiano: 1

Milan: 1954-1955
- Serie C: 1

Varese: 1962-1963
- Serie B: 1

Varese: 1963-1964

#### Competizioni internazionali
- Coppa Latina: 1

Milan: 1956